# Athens, Louisiana
Athens är en ort (village) i Claiborne Parish i Louisiana. Vid 2010 års folkräkning hade Athens 249 invånare.